# Le Déambulatoire
Le Déambulatoire est une sculpture monumentale conçue par le plasticien Gérard Singer et érigée à Évry-Courcouronnes en 1976.

## Description
Le Déambulatoire s'élève sur la place des Miroirs dans le quartier des Pyramides, un grand ensemble de logements sur dalle au centre de la ville nouvelle d'Évry. Il s'agit d'une sculpture monumentale, destinée à être parcourue à pied : elle prend la forme de stalagmites géantes en béton recouvert de résine bleue, rappelant une coulée de lave et s'étendant sur 3 000 m2. Elle descend vers un petit bassin qui, en 2025, n'est plus en eau et contient une aire de jeu pour enfants.

## Historique
La création du Déambulatoire est liée à la construction du quartier d'Évry I. Cette construction donne lieu à un concours d'architecture, initié en 1969 alors que la commune venait de devenir chef-lieu du tout nouveau département de l'Essonne, portant sur la création de 7 000 logements. Le groupe UCY, qui remporte le concours en 1972, est constitué d'architectes, urbanistes et promoteurs, mais également d'artistes. Parmi ceux-ci, le peintre et sculpteur Gérard Singer réalise une oeuvre monumentale, conçue par montage de strates successives sur une surface plane, sans lien apparent avec le reste du quartier.
Le Déambulatoire est inscrit le 1er avril 2021 au label « Patrimoine d'intérêt régional ».